# 이만 묘역

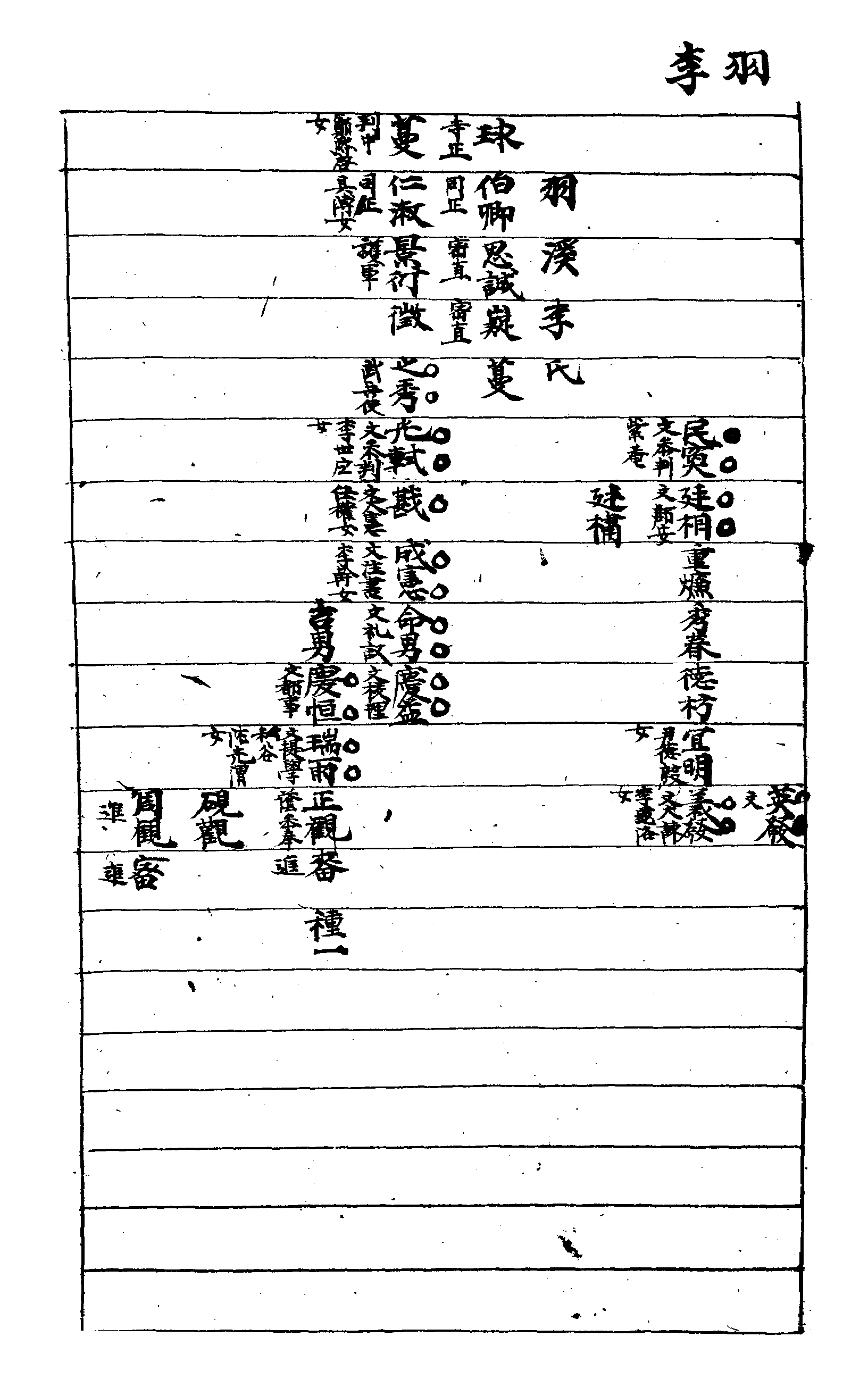
남보(조선후기 남인 주요 가문 가계도를 정리한 책) 79a페이지 맨윗줄 1단 좌측 1,2줄 이만, 이인숙

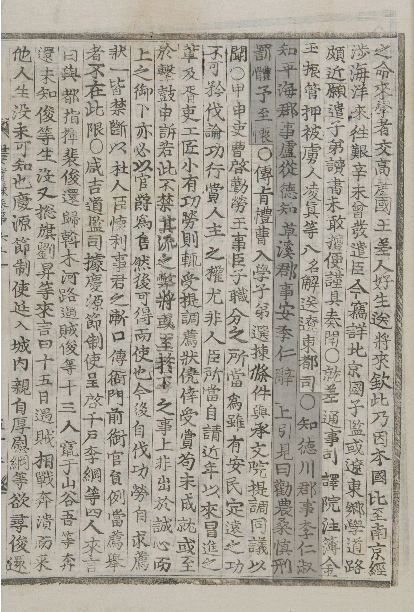
이인숙의 지덕천군사 부임 기사
(세종실록)

이만 묘역은 조선 전기의 문신 이만, 이만의 부인이자 정희계의 딸인 경주정씨, 이만의 아들 이인숙 내외의 합장묘, 손자 이경창 내외의 합장묘소이다. 조선 전기에 조성되었으며, 경기도 남양주시 진건읍 용정1리 산74번지 성곡마을(별마을 부락)에 있다. 근처에는 남양주시 예비군 훈련장과 진건고등학교가 인접해 있다.
이만은 고려 말기의 문신으로 고려 말에 문과에 급제하여 홍로부사, 인진사를 거쳐 사재감을 지내고 중추원부사에 올라갔는데, 조선 건국 후 민무휼, 심준 등과 인척관계를 형성하였으므로 조선 태종 때 봉정대부 호분위경력, 검찰부사로 강등되었다. 이만의 부인 경주정씨는 조선의 개국공신 양경공 정희계의 딸이며, 친정어머니는 문하시중 서원부원군 염제신의 딸이다. 고려 말의 무신 염흥방은 정씨 부인의 외삼촌이 된다. 이인숙은 조선 전기의 문신으로 사정, 직장, 중추원경력을 거쳐 세종 때 지덕천군사로 부임하였다. 이인숙의 부인 해주오씨는 지인천군사 오부의 딸이며, 좌의정 정순공(靖順公) 이성중(李誠中)의 외손녀가 된다. 이경창은 이인숙의 장남으로 직장 봉렬대부 군자감주부를 역임했고, 부인은 순흥안씨로 직제학 증 좌참찬 안구의 딸이며 안지귀의 누이이고, 의안대군의 아들 완천군 이숙의 외손녀가 된다.
이들은 모두 단종 폐위에 분개하여 벼슬을 버리고 영천 도촌으로 들어간 조선 전기의 문신 이수형의 증조부, 증조모, 조부모, 부모가 되고, 조선 성종~연산군~중종 때의 무신이자 정치인 이지방의 고조부, 고조모, 증조부모, 종조부 종조모가 된다.

## 같이 보기
- 정희계
- 염제신
- 염흥방
- 이성중
- 안구
- 안지귀